# Grammitis kegeliana
Grammitis kegeliana là một loài dương xỉ trong họ Polypodiaceae. Loài này được Kunze Lellinger mô tả khoa học đầu tiên năm 1984.